# 田原鐵之助
田原 鐵之助（たばる てつのすけ、1941年1月16日 -  2021年11月28日）は、日本の経営者。山口銀行頭取を務めた。

## 来歴・人物
熊本県出身。1965年に長崎大学経済学部を卒業し、同年3月に山口銀行に入行した。1994年6月に取締役に就任し、1997年6月に常務、1999年6月に専務を経て、2002年6月には頭取に就任。2004年6月には顧問に退いた。
2021年11月28日、死去。80歳没。